# Минархия

Данный термин был придуман Фердинандом Лассалем и произошёл от средневековой системы сторожей, которые выполняли надзор над внутренней полицией и действовали против внешней агрессии

Минархия, или же Государство-ночной сторож — либертарианская теория и модель государства, полномочия которого минимализированы и сужены до защиты свободы и собственности каждого гражданина или человека, пребывающего на территории государства, от внешних и внутренних агрессоров.
В Соединëнных Штатах эта форма правления в основном ассоциируется с либертарианской и объективистской политической философией. В других странах минархизм также пропагандируют некоторые неанархистские либертарные социалисты и другие левые либертарианцы. Понятие «государство-ночной сторож» также было популяризировано Робертом Нозиком в книге «Анархия, государство и утопия» (1974).

## История
Термин «государство-ночной сторож» (нем. Nachtwächterstaat) был придуман немецким социалистом Фердинандом Лассалем в речи 1862 года в Берлине, в которой он критиковал буржуазно-либеральное ограниченное правительственное государство, сравнивая его с ночным сторожем, единственной обязанностью которого было предотвращение воровства. Слово было образовано путём соединения nachtwächter — что на немецком означает кого-то, кто нелеп и глуп, и слова staat — государство. Эта фраза быстро прижилась как описание капиталистического правительства, даже когда либерализм стал означать более вовлечëнное государство или государство с более широкой сферой ответственности. Людвиг фон Мизес позже высказал мнение, что Лассаль пытался выставить ограниченное правительство нелепым, хотя оно было не более нелепым, чем правительства, которые занимались «приготовлением квашеной капусты, производством пуговиц для брюк или публикацией газет».
Другое название данной концепции - минархия, представляющие собой сочетание минимума и древнегреческого слова ἀρχή — греческое слово, которое стало означать «первое место, власть». Термин «минархист» был придуман Сэмюэлем Эдвардом Конкиным III в 1980 году и изначально имел негативную окраску.

## Теория
Правые минархисты обычно оправдывают государство как логическое следствие принципа ненападения. Они утверждают, что анархо-капитализм непрактичен, поскольку его недостаточно для обеспечения соблюдения принципа ненападения, поскольку соблюдение законов в условиях анархии будет открыто для конкуренции. Другое распространенное возражение против анархизма заключается в том, что частные оборонные и судебные фирмы склонны представлять интересы тех, кто им достаточно платит.
Левые минархисты оправдывают государство как временную меру тем, что система социальной защиты приносит пользу рабочему классу. Некоторые анархисты, такие как Ноам Хомский, согласны с социал-демократами в важности мер социального обеспечения, но предпочитают использовать негосударственные методы. Левые либертарианцы, такие как Питер Хейн, являются децентралистами, которые не выступают за отмену государства, но желают ограничить и передать государственную власть, оговаривая, что любые меры в пользу богатых должны быть отменены в первую очередь перед теми, которые принести пользу бедным.
Некоторые минархисты утверждают, что государство неизбежно, потому что анархия бесполезна. Роберт Нозик, опубликовавший идею минимального государства в книге «Анархия, государство и утопия» (1974), утверждал, что государство-ночной сторож обеспечивает основу, которая допускает любую политическую систему, которая уважает фундаментальные права личности и, следовательно, морально оправдывает существование государства.